# Dianne de Leeuw
Dianne Margaret de Leeuw (19 novembre 1955) è un'ex pattinatrice artistica su ghiaccio olandese.

## Palmarès
| Internazionali            | Internazionali | Internazionali | Internazionali | Internazionali | Internazionali | Internazionali |
| Evento                    | 1970–71        | 1971–72        | 1972–73        | 1973–74        | 1974–75        | 1975–76        |
| ------------------------- | -------------- | -------------- | -------------- | -------------- | -------------- | -------------- |
| Giochi olimpici invernali |                | 16°            |                |                |                | 2°             |
| Campionati mondiali       |                | 17°            | 15°            | 3°             | 1°             | 3°             |
| Campionati europei        | 19°            | 9°             | 6°             | 2°             | 2°             | 1°             |
| Praga Skate               |                |                |                | 3°             |                |                |
| Richmond Trophy           |                |                |                | 1°             |                |                |
| Nazionali                 |                |                |                |                |                |                |
| Campionati tedeschi       | 1°             | 1°             | 1°             | 1°             | 1°             | 1°             |